# 넘버 3
"넘버 3"는 1997년 개봉한 대한민국의 조폭 코미디 영화로, 송능한 감독의 데뷔작이다. 한석규, 최민식, 이미연, 안석환, 박광정, 방은희, 송강호, 박상면이 출연했다.

## 줄거리
영화 넘버3는 조직의 3인자인 태주가 자신의 조직을 만들고 두목이 되려는 야망을 품고 벌어지는 이야기를 다룬 갱스터 코미디 영화이다. 태주는 조직 내에서 상승을 꿈꾸며 여러 사건들을 겪게 된다. 이 과정에서 영화는 단순히 갱스터 사회를 보여주는 데 그치지 않고, 현대 한국 사회의 부조리한 면들을 풍자적으로 비판한다.
영화는 폭력을 억압된 성욕의 표현이 아닌 한국 사회의 모순을 드러내는 도구로 사용하고, 남성 중심적인 욕망뿐 아니라 여성 캐릭터들의 욕망도 함께 보여준다. 또한, 사회 비판의 대상을 부르주아 계층으로까지 확장하며 기존의 갱스터 영화와 차별점을 둔다. 전통적인 갱스터 영화의 진지하고 냉혹한 분위기 대신, 인위적이고 양식화된 연출을 통해 갱스터 장르 자체와 사회를 동시에 풍자한다.
특히 영화의 마지막 부분인 '혼돈' 시퀀스에서는 한국 조직 보스가 일본 야쿠자들을 룸살롱으로 초대해 회의를 진행하는 동안, 보스의 아내는 다른 방에서 시인과 불륜을 저지르고 있다. 회의 중에는 독도 문제로 한일 조직원 간에 갈등이 발생하고, 그 와중에 다른 조직이 보스를 암살하러 들이닥친다. 결국 경찰이 출동하여 모두 체포되는 혼란스러운 상황을 보여준다. 이 장면은 조직 세계와 사업, 충성과 불륜, 섹스와 시, 폭력과 애국심 등이 뒤섞인 현대 사회의 무질서한 모습을 블랙 코미디로 표현한다. 영화는 이러한 풍자와 해학을 통해 한국 사회의 단면을 날카롭게 드러내고 있다.

## 출연진

### 주연
- 한석규 - 서태주 역
- 최민식 - 마동팔 검사 역
- 이미연 - 박현지 역

### 조연
- 안석환 - 강도식 역
- 박광정 - 장재봉 / 랭보 역
- 방은희 - 오지나 역
- 송강호 - 조필 역
- 박상면 - 박재철 / 재떨이 역

### 단역
- 이종상 - 얼큰
- 남효성 - 초복
- 민도기 - 말복
- 손민석 - 쟈크
- 김진형 - 곰
- 김호진 - 운짱
- 전진태 - 돌팍
- 전홍렬 - 족제비
- 강승용 - 박쥐
- 송영탁 - 하이에나
- 배중식 - 단칼
- 박길수 - 염동철 / 염쟁이
- 정성갑 - 찬수
- 이성호 - 찬종
- 이형수 - 와타나베
- 권오진 - 다구찌
- 신순식 - 박 변호사
- 홍석연 - 방 계장
- 이정욱 - 포장마차 주인
- 서우식 - 주방장
- 류현철 - 주방보조
- 홍석천 - 간통남
- 문경희 - 간통녀
- 김동일 - 철가방
- 정은주 - 샐러리 우먼
- 김석 - 태주 아이
- 고진명 - 룸싸롱 사장
- 권진원 - 박 사장
- 장대윤 - 야쿠자
- 권재원 - 태주 보디들
- 한상욱 - 태주 보디들
- 박성웅 - 태주 보디들
- 박상현 - 야쿠자 통역 부하
- 신범식

## 제작진
- 프로듀서: 서우식
- 촬영: 박승배
- 조명: 김강일
- 편집: 박곡지
- 음악: 조동익
- 미술: 오상만
- 소품: 장석훈
- 의상: 김현지
- 동시녹음: 김범수
- 사운드 엔지니어: 조세행, 김수덕
- 특수효과: 정도안, 유영일
- 컴퓨터그래픽: ㈜LIM
- CG 슈퍼바이저: 이광일
- 무술감독: 권성영
- 무술지도: 원신연, 서범식
- 조감독: 김문수
- 스틸: 김훈광, 박연화
- 현상: 세방현상소
- 마케팅(홍보): 임지영, 김성제
- 스크립터: 이정화
- 연출부: 박세영, 김동욱
- 제작부: 황윤정, 권경원
- 제작부장: 윤영순
- 촬영팀: 이동국, 강성욱, 김지홍, 이강민, 김동현, 이민영
- 수중촬영: 변희성
- 스테디캠: 여경보, 김민수
- 조명팀: 김계중, 이동섭, 김승규, 김용현, 박동순, 최은영
- 분장보: 정은주
- 의상보: 김윤정
- 3D 디자이너: 양애순, 이득진, 전우재
- CG 디자이너: 문병용, 강종익, 김형우, 이동희
- 네가편집: 남나영
- Foley 아티스트: 서재영, 황진수, 김학준
- Foley 녹음: 오기삼
- 대사녹음: 김경현, 이중희
- EFX 녹음: 이상돈
- EFX 편집: 김경현
- EFX 슈퍼바이저: 양대호
- 광학녹음: 김용훈
- 붐오퍼레이터: 이상준
- 붐어시스턴트: 정진욱, 이상희
- 믹스다운: 이성근, 소원종
- 보조출연: MTM, 백제예전 방송연예과
- 홍보사진: 손기철
- 붐크레인: 박천복
- 특수장비: 김치성 (영상시대)
- Key Grip: 김태영, 지복규
- Grip: 이상곤, 정재호
- 무술: 양길영, 이홍표, 이상영, 원풍연, 김진근, 박한삼, 심재원, 김정욱, 오상훈, 정일원, 조상현, 정윤현, 서정수, 박근석, 서장석, 함철훈, 서명석, 강형주, 정봉연
- 발전차: 차명화
- 운송: 신순식, 정진우
- 광고: 씨네월드
- 옵티컬: 윤종두, 서광렬
- 자막: 주광동
- 필름: 태창사

## 같이 보기
- 대한민국 영화
- 대한민국의 깡패